# Raketový člun typu 037II
Raketové čluny typu 037II (jinak též třída Houjian nebo typ 520T) jsou velké raketové čluny Námořnictva Čínské lidové osvobozenecké armády. Čluny vznikly dalším vývojem typu 037IG / třídy Houxin. Postaveno bylo šest lodí této třídy. Jejich domovským přístavem se stal Hongkong.

## Stavba
Celkem bylo loděnicí Huangpu v Kantonu postaveno šest člunů této třídy, pojmenovaných Jang-ťiang (770), Šun-te (771), Nan-chaj (772), Fan-jü (773), Lien-ťiang (774) a Sin-chuej (775). Do služby vstoupily v letech 1991–1998.

## Konstrukce

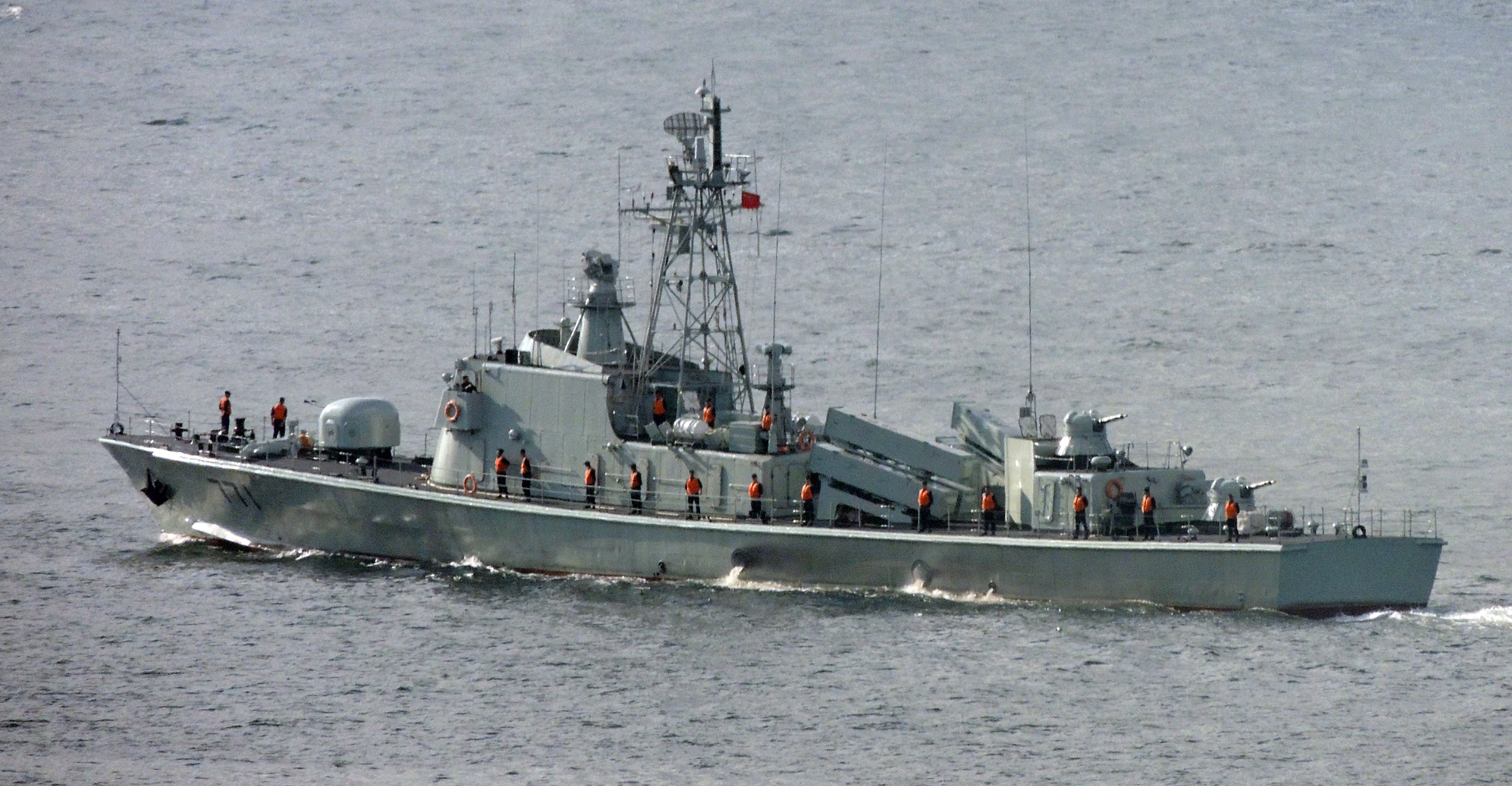
Raketový člun třídy Houjian

Základní výzbroj tvoří 37mm dvoukanón typu 76A ve věži na přídi, dva 30mm dvoukanóny typu 69 na zádi a až šest protilodních střel YJ-1/C-801. Jedinou výjimkou je pátá jednotka Lien-ťiang nesoucí na přídi ruský 76mm kanón AK-176. Pohonný systém tvoří tři diesely SEMT-Pielstick 12PA6V 280 MPC o celkovém výkonu 17 280 bhp, pohánějící tři lodní šrouby. Nejvyšší rychlost dosahuje 33 uzlů. Dosah je 1800 námořních mil při rychlosti 18 uzlů.